# Махмуд, Халид
Хуссейн Халид Махмуд (англ. Hussain Khalid Mahmood, 28 декабря 1941, Джелам, Британская Индия) — пакистанский хоккеист (хоккей на траве), нападающий. Олимпийский чемпион 1968 года, серебряный призёр летних Олимпийских игр 1964 года.

## Биография
Халид Махмуд родился 28 декабря 1941 года в индийском городе Джелам (сейчас в Пакистане).
В 1964 году вошёл в состав сборной Пакистана по хоккею на траве на Олимпийских играх в Токио и завоевал серебряную медаль. Играл на позиции нападающего, провёл 7 матчей, забил 1 мяч в ворота сборной Южной Родезии.
В 1966 году в составе сборной Пакистана завоевал серебряную медаль хоккейного турнира летних Азиатских игр в Бангкоке.
В 1968 году вошёл в состав сборной Пакистана по хоккею на траве на Олимпийских играх в Мехико и завоевал золотую медаль. Играл на позиции нападающего, провёл 9 матчей, забил 1 мяч в ворота сборной ФРГ.
В том же году получил от президента Пакистана награду Pride of Perfomance.
В 1970 году в составе сборной Пакистана завоевал золотую медаль хоккейного турнира летних Азиатских игр в Бангкоке.
В 1963—1973 годах провёл за сборную Пакистана 130 матчей, забил 19 мячей.